# Dysstroma flavifusa
Dysstroma flavifusa är en fjärilsart som beskrevs av Heydemann 1929. Dysstroma flavifusa ingår i släktet Dysstroma och familjen mätare. Inga underarter finns listade i Catalogue of Life.